# مقاطعة وين (كارولاينا الشمالية)
مقاطعة وين (بالإنجليزية: Wayne County)‏ هي إحدى مقاطعات ولاية كارولاينا الشمالية في الولايات المتحدة الأمريكية. مركز المقاطعة أو مقعدها هي مدينة غولدزبورو. تأسست هذه المقاطعة سنة 1779.أصل هذه المقاطعة يأتي من: مقاطعة دوبز.

## أعلام
- مارتن لانكستر
- جيمس بي. ويتفيلد